# کنفرانس بین‌المللی مدارهای حالت جامد
کنفرانس بین‌المللی مدارهای حالت جامد یا ISSCC مجمعی جهانی برای به نمایش گذاشتن پیشرفت‌ها در مدارها و سیستم روی یک تراشه است. این کنفرانس فرصتی یکتا برای مهندسانی فراهم می‌آورد که پیشگام طراحی آی سی هستند تا به روز بودن فنی خود را حفظ کرده و با متخصصات پیشرو شبکه‌سازی کنند. این کنفرانس هر ساله در فوریه در هتل مریت سن فرنسیسکو در مرکز شهر سان فرانسیسکو برگزار می‌شود. این کنفرانس تحت حمایت جامعه مدارهای حالت جامد مؤسسه مهندسان برق و الکترونیک قرار دارد.
بنا بر رجیستر, «رخداد ISSCC دومین رخداد هر سال جدید است که در پی نمایشگاه بین‌المللی سی‌ئی‌اس، که پردازشگرهای کامپیوتری و گجت‌های محاسبه گر گوناگون به بازار آورده می‌شوند، برگزار می‌شود.»